# Frans
Frans ist eine französische Gemeinde mit 2547 Einwohnern (Stand 1. Januar 2022) im Département Ain in der Region Auvergne-Rhône-Alpes. Sie gehört zum Kanton Trévoux im Arrondissement Arrondissement Bourg-en-Bresse und ist Mitglied im Gemeindeverband Dombes Saône Vallée.

## Geographie

### Lage
Frans liegt auf 200 m, etwa 42 Kilometer südwestlich der Präfektur Bourg-en-Bresse, 26 Kilometer nordnordwestlich der Stadt Lyon und 35 Kilometer südlich der Stadt Mâcon (Luftlinie). Das Dorf erstreckt sich auf einem Hang oberhalb der Saône gegenüber der Stadt Villefranche-sur-Saône. Nachbargemeinden von Frans sind Fareins und Chaleins im Norden, Ars-sur-Formans und Misérieux im Osten, Sainte-Euphémie und Saint-Didier-de-Formans (Berührungspunkt) im Süden sowie Jassans-Riottier und Beauregard im Westen.

### Topographie
Die Fläche des 7,98 km² großen Gemeindegebiets liegt im Westen der Landschaft und historischen Provinz Dombes und umfasst einen Abhang, auf dem das Gelände von der Hochebene der Dombes um etwa 80 Meter in das Tal der Saône abfällt. Im Bereich der Gemeinde hat sich ein kleiner Wasserlauf, der Bach Marmont, in die Hochebene eingetieft. Sein Talboden wird vom alten Ortskern von Frans eingenommen und hier erreicht die Gemeinde mit 183 m ihren niedrigsten Punkt. Dagegen verteilen sich die neueren Siedlungsgebiete über die aussichtsreichen, südwärts gerichteten Hanglagen nördlich des Ortskerns. Der Rest der Gemeindegemarkung auf der Ebene rund um das Dorf wird intensiv landwirtschaftlich genutzt, so dass Felder fast 82 % der Gesamtfläche von Frans ausmachen. Im Südwesten der Gemeinde befindet sich eine kleine Wohnsiedlung, die sich nahtlos an Jassans-Riottier anschließt sowie ein kleiner Gewerbepark, die Zone d’activités du Pardy.

## Geschichte
Der Ort existiert spätestens seit dem frühen Hochmittelalter und wurde 984 erstmals als Frents, lisez Frencs urkundlich erwähnt. In der Folgezeit veränderte sich die Schreibweise immer wieder: Frais (1177), Frenz (1225), Freyns, (1299–1369), Freins (1331), Freings (1363) bis hin zu Frans (ab 1567). In Frans bestand seit dem 11. Jahrhundert eine kleine Herrschaft mit einer Motte, die unter der Oberhoheit der Herren von Villars, später Thoire-Villars stand. Die frühesten verzeichneten Familienmitglieder waren
1097 Auger und Pierre de Frans. Die Linie erlosch 1324, so dass die Herren von Beaujeu 1325 das Anwesen kauften. Sie erlangten 1402 vom letzten Herrn von Thoire-Villars die Lehnsrechte. Vom mittelalterlichen Herrschaftssitz, der sich zwischen den heutigen Ortsteilen Le Bâty und La Jonchère befand, sind keinerlei Spuren erhalten.
Von 1898 bis 1937 hielten die Wagen der Überlandstraßenbahn Villefranche–Bourg-en-Bresse, Teil der Tramways de l’Ain, an einem Bahnhof in Frans. Die Strecke erklomm die Hochebene der Dombes über einige kleine Serpentinen, den heutigen Chemin du Tacot.

### Bevölkerungsentwicklung
| Jahr                       | 1962 | 1968 | 1975 | 1982 | 1990 | 1999 | 2011 | 2021 |
| Einwohner                  | 478  | 528  | 752  | 1000 | 1549 | 1848 | 1974 | 2482 |
| Quellen: Cassini und INSEE |      |      |      |      |      |      |      |      |

Mit 2547 Einwohnern (Stand 1. Januar 2022) gehört Frans zu den kleineren Gemeinden des Départements Ain. Im 19. und in der ersten Hälfte des 20. Jahrhunderts hielt sich die Einwohnerzahl konstant zwischen 350 und 400 (1901 wurden beispielsweise 372 Einwohner gezählt). 1955 setzte eine Bevölkerungszunahme ein, die sich ab Ende des 20. Jahrhunderts noch erheblich beschleunigte. Die Ortsbewohner von Frans heißen auf Französisch Franvernois(es).

## Wirtschaft und Infrastruktur
Frans war bis weit ins 20. Jahrhundert hinein ein vorwiegend durch die Landwirtschaft geprägtes Dorf. Heute gibt es nur noch wenige Höfe, die nicht auf eine spezielle Anbauform ausgerichtet sind. Daneben gibt es heute verschiedene Betriebe des lokalen Kleingewerbes. Mittlerweile hat sich das Dorf auch zu einer Wohngemeinde entwickelt. Viele Erwerbstätige sind Wegpendler, die in den Großräumen Mâcon und Lyon ihrer Arbeit nachgehen.
Der nächste Autobahnanschluss an die A6 auf der anderen Sâone-Seite befindet sich in rund vier Kilometern Entfernung. Als Flughafen in der Region kommt Lyon-St-Exupéry (50 Kilometer) in Frage.

### Bildung
In Frans befindet sich eine staatliche école primaire (Grundschule mit eingegliederter Vorschule).

## Sehenswürdigkeiten
Die Gemeinde Frans ist in ihrer Gesamtheit als Monument historique eingeschrieben. Darüber hinaus bestehen detaillierte Denkmaleinträge zu sämtlichen historischen Gebäude im Zentrum und den umliegenden Bauernhäuser aus dem 18. und 19. Jahrhundert sowie verschiedenen Einrichtungsgegenständen und Kunstwerken.
Die Pfarrkirche Saint-Étienne geht auf einen Vorgängerbau aus dem 12. Jahrhundert zurück, von dem an mehreren Stellen Elemente erhalten sind. Die beiden Seitenmauern des Längsschiffes stammen aus dieser Zeit und stehen womöglich auf noch älteren Fundamenten. Außerdem sind die engen, gewölbten Fensteröffnungen mit Ausschrägungen auf der Innenseite, das Joch im Chorbereich, die nördliche Seitenpforte sowie das Südportal erhalten. Im Chor wurden vor einiger Zeit Fresken aus der zweiten Hälfte des 14. Jahrhunderts freigelegt. Die heutige Apsis mit gotischen Fensterbögen ist das Ergebnis einer Erweiterung aus der zweiten Hälfte des 15. Jahrhunderts. Ein großer Teil der Inneneinrichtung stammt aus dem 17. und 18. Jahrhundert. Der während der Französischen Revolution zerstörte Glockenturm wurde 1861 wiederaufgebaut, gefolgt von Erhaltungsmaßnahmen am gesamten Baukörper.

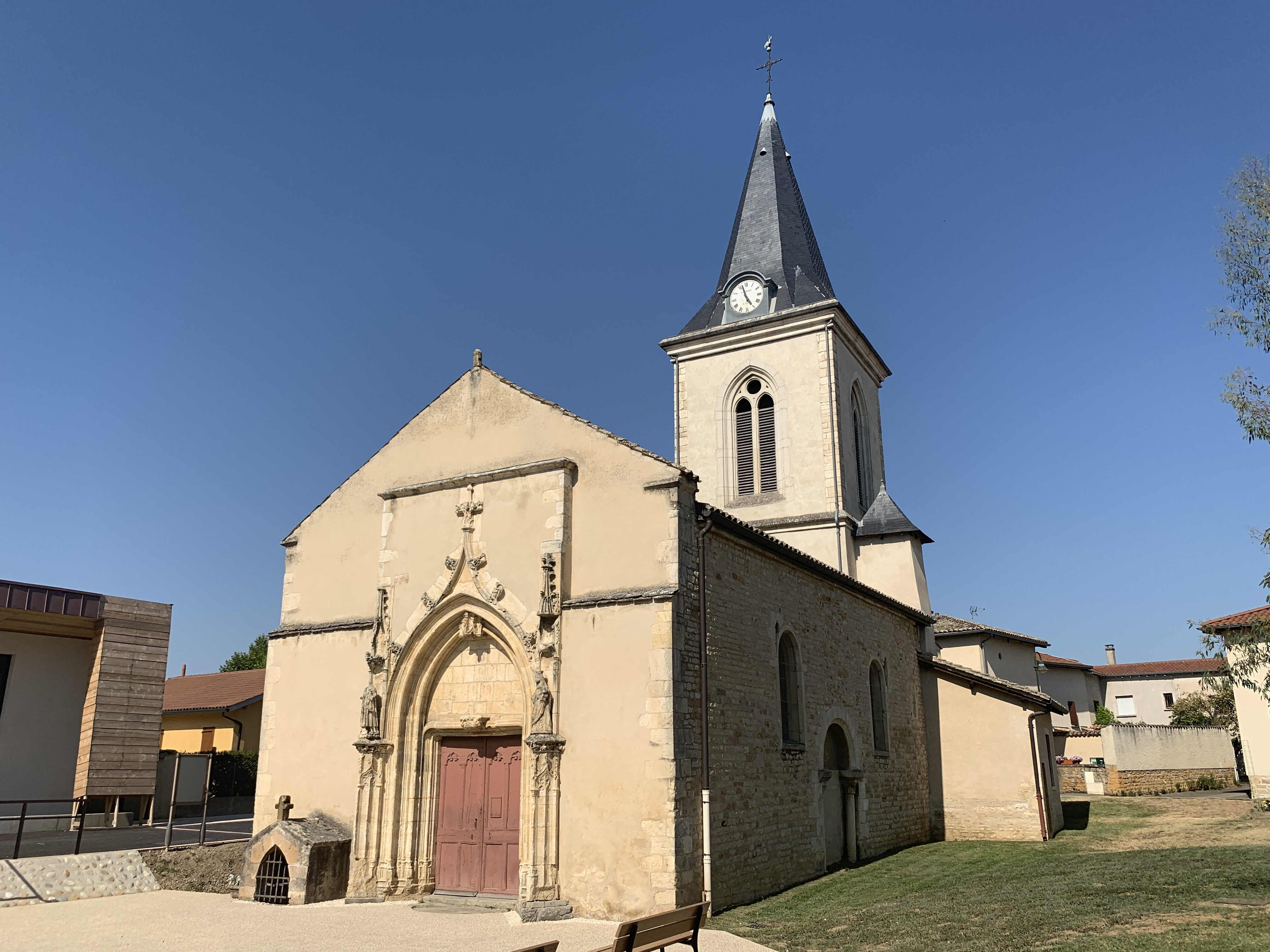
Kirche Saint-Étienne
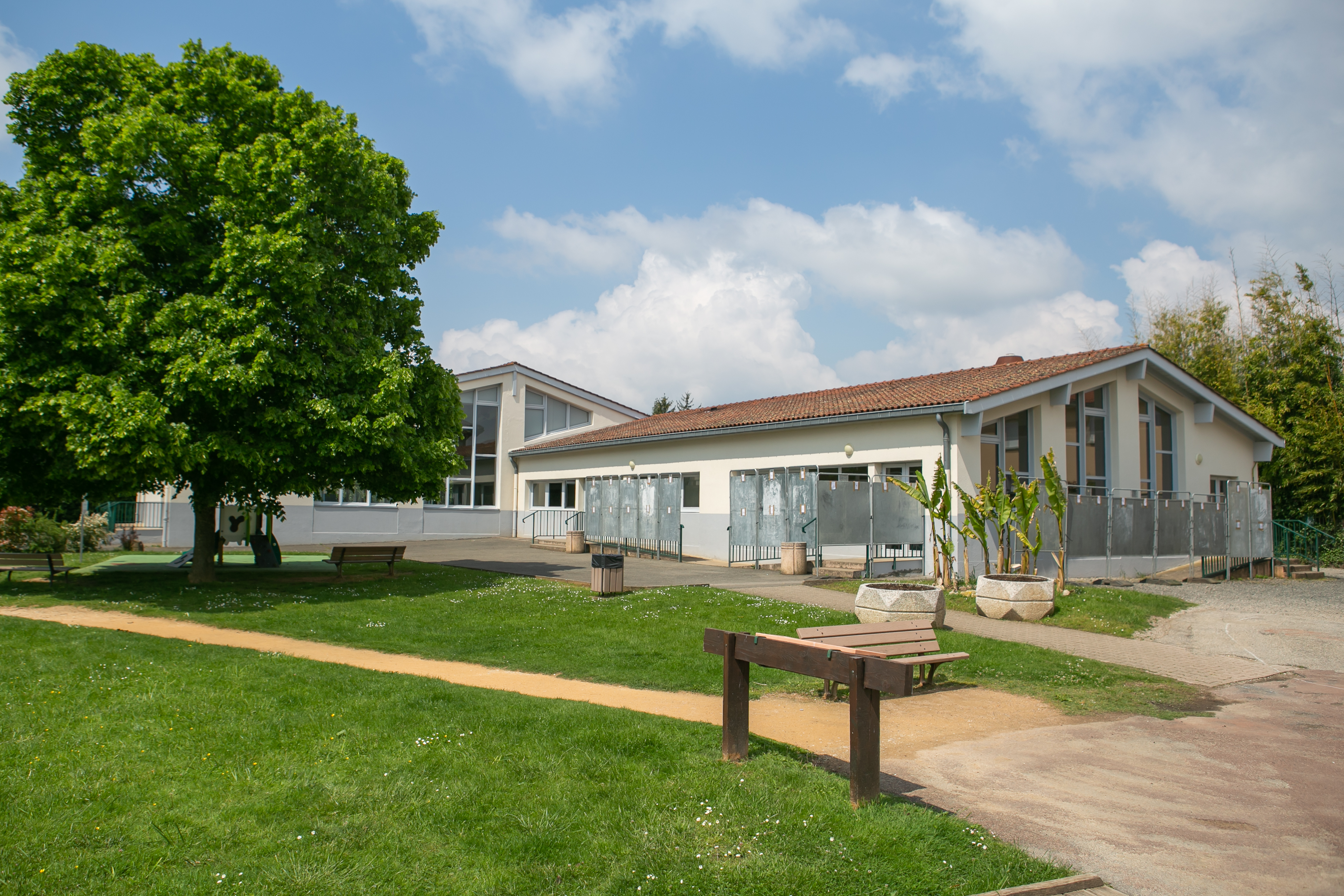
Gemeindefesthalle
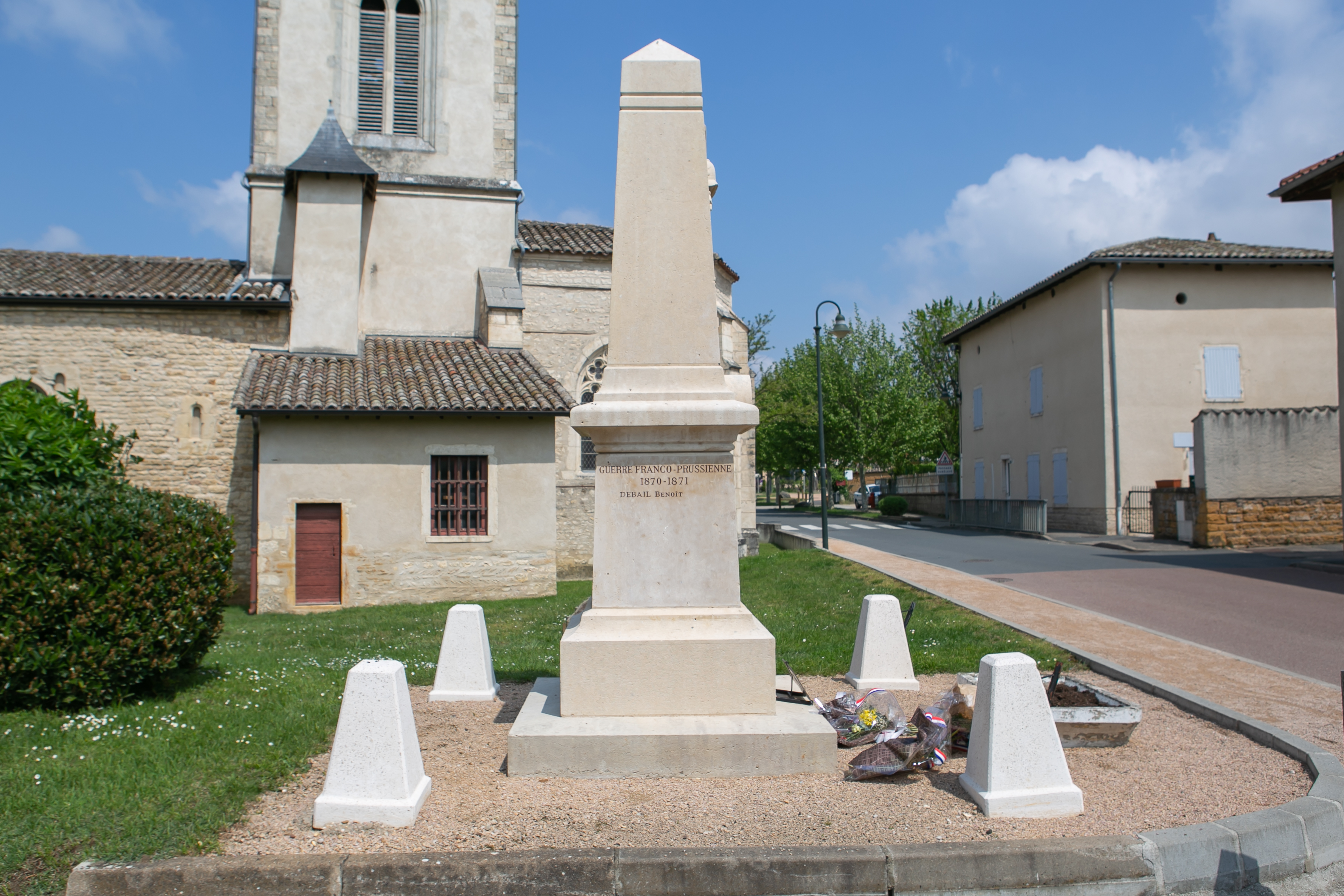
Gefallenendenkmal